# Fuerzas Armadas de la República de Chile
Le Fuerzas Armadas de la República de Chile rappresentano l'insieme delle forze armate del Cile.
Dipendono dal ministro della Difesa, ma in caso di guerra il comandante supremo è il Presidente della Repubblica.

## Composizione
Sono divise in tre Armi:
- Ejército de Chile  (esercito)
- Armada de Chile (marina)
- Fuerza Aérea de Chile (FACh), è l'attuale aeronautica militare

### Missioni di pace
- Bosnia-Herzegovina (UNMIBH)
- Timor Est (UNTAET)
- Kosovo (UNMIK)
- Iraq - Kuwait (UNIKOM)
- Haití (MINUSTAH)